# Sibir Energy
Sibir Energy plc (AIM: SBE) — британская нефтяная компания с активами в России. Основана в 1996, торговалась на альтернативном инвестиционном рынке при Лондонской фондовой бирже. В 2011 году единственным собственником стала «Газпром нефть», в 2016 году в ходе реструктуризации активов отдельная компания была ликвидирована.

## История
Компания основана в 1996 году, годом спустя вышла на Лондонскую фондовую биржу. В 1999 году поглотила нефтяную компанию Magma Oil..

## Собственники и руководство
Основными акционерами Sibir Energy по состоянию на май 2010 года являлись компания «Газпром нефть» (80,37 %) и правительство Москвы  (19,63 %).
Председатель совета директоров компании — Вадим Яковлев, главный управляющий — Игорь Цибельман.
В феврале 2011 «Газпром нефть» стала единственным акционером Sibir Energy.

## Деятельность
Sibir Energy принадлежат 100 % акций компании «Эвихон», владеющей 50 % долей в совместном с «Royal Dutch Shell» проекте освоения Салымской группы (Салым Петролеум Девелопмент Н.В.) и 99 % — в Magma Oil — операторе Южного месторождения. Также Sibir Energy принадлежит 100 % акций ОАО «Московская нефтегазовая компания» (МНГК), которая, в свою очередь, владеет 50,08 % акций Московского нефтеперерабатывающего завода, 38 % «Моснефтепродукта» и 100 % «Московской топливной компании».
Добыча нефти на месторождениях компании составляет 80 000 баррелей в сутки. Выручка компании по UK GAAP за 1 полугодие 2008 года составила $1,9 млрд, прибыль — $233,7 млн.